# Погром в Гранада
Погромът в Гранада е масово избиване на евреи-сефаради от мюсюлмани, станало на 30 декември 1066 г., (по еврейския календар на 9 Тавет 4827 година) в Ал-Андалус, днес испанската провинция Андалусия. Смъртта си в този погром намират над 4000 души.
Причината за масовото убийство е недоволството на мюсюлманите от великия везир в двора на емира на Гранада. Великият везир заема най-важната длъжност в двора и на практика управлява емирата. Това е етническият евреин Йехосеф ха-Нагид (Юсуф ибн Нагрела, Йосиф Абу-Хусейн), по-известен само като Йосиф. 
На практика това е първи голям погром над евреите през Средновековието и той става в мюсюлманска страна. Точно 30 години след него, през 1096 г., след Клермонския събор, започва организирано избиване на евреи и в християнските страни (след призива Deus vult с т.нар. Германски кръстоносен поход, 1096).
Този погром бележи началото на спонтанен или организиран антиюдаизъм на Пиренейския полустров, завършил след малко повече от 400 години през 1492 г. с изгонването на евреите от Испания, последвано и от Португалия през 1497 г.

## Предистория
Сведенията за евреите на Пиренейския полуостров до мюсюлманското му завладяване са оскъдни. Арабски пътешественици съобщават, че в главните градове – Кордова, Гранада, Толедо, съществуват еврейски квартали и че броят на евреите нараства благодарение на притока им от Северна Африка; че те са предприемчиви търговци и пътешественици, а също така служат за писари при мюсюлманските владетели.
Постепенно през 10 век в северната част на полуострова се укрепват християнски държави и започва обратното завладяване – Реконкистата. Под нейните удари Кордовският халифат се разпада през 1031 г. на малки емирства (тайфа или на латински: tayfa). В този обществено-политически процес еврейската общност се оказва разединена по градове и региони, като евреите губят предишната силна подкрепа на централната власт в Кордоба и отделните общности вече зависят от волята на всеки самостоятелен емир и неговите поданици. Тази децентрализация прави евреите на високи позиции по места особено подозрителни в очите на населението.

## Нападения
В началото на 11 век са отбелязани нападения над еврейски квартали през 1011, 1013 и 1035 г. в Кордоба, а през 1039 г. в Сарагоса, но те са прелюдия към най-кървавия в Гранада през 1066 г.
На 30 декември 1066 г. озверяла тълпа гневни мюсюлмани нахлуват в двореца на емира на Гранада и разпъват на кръст еврейския везир Йосиф, след което започва масов грабеж, придружен с убийства, на еврейското население на града. Жертви са 1500 еврейски семейства или около 4000 души, убити само в един ден – 30 декември. Само малцина от еврейската гранадска общност успяват да се спасят, бягайки на север към християнските кралства. Техните владетели отначало приемат радушно и гостоприемно евреите, бягащи от религиозните им врагове, понеже виждат в тях съюзници, а и платци за Реконкистата. Впоследствие това отношение се променя коренно.